# Denkmalpreis des Bezirks Niederbayern
Der Denkmalpreis des Bezirks Niederbayern wird jährlich vom Bezirk Niederbayern für besondere Verdienste bei der Erhaltung eines Baudenkmals vergeben.

## Richtlinien
Der Preis wird seit 2002 jährlich an Eigentümer oder Maßnahmenträger für besondere Verdienste bei der Erhaltung ihres Baudenkmals in Niederbayern vergeben. Wesentliche Kriterien bei der Auswahl sind „die fachliche Qualität der Maßnahme, das finanzielle Engagement des Eigentümers oder Maßnahmeträgers, die Kreativität bei der Durchführung sowie die Bedeutung des Denkmals“.

## Preis
Der Denkmalpreis ist mit 7500 Euro dotiert. Im Rahmen einer kleinen Feierstunde werden die Urkunde und eine Glasskulptur überreicht, die einen Panther im Sprung – das Wappentier von Niederbayern – darstellt.

## Preisträger
- 2002: Stefanie Held für die Sanierung eines Hakenhofs in Wifling 4, Bodenkirchen
- 2003: Elsbeth S. Woody für die Sanierung ihres Anwesens in Sillaching, Gemeinde Falkenberg
- 2004: Hans und Elisabeth Ossner für die vorbildliche Renovierung der Jugendstil-Villa  in Velden
- 2005: Theresia Decker und posthum ihr Mann Thomas für die denkmalpflegerisch herausragenden Verdienste um die Erhaltung des Wasserschlosses Train
- 2006: Josef Filler für die Sanierung seines ursprünglich aus der ersten Hälfte des 18. Jahrhunderts stammenden Anwesens in Englfing, Markt Schöllnach
- 2007: Eigentümergemeinschaft Franziska, Christian, Gerd und Manfred Brunner für die denkmalpflegerische Instandsetzung der Burg Niederhaus in Passau
- 2009: Kirchenstiftung Kößlarn und den Förderkreis Kirchenmuseum Kößlarn e.V. für die vorbildliche Instandsetzung der Kirchenburg Kößlarn
- 2010: Maria und Peter Schreyer, Christa Berghammer sowie Franziska und Alois Schröppel für die vorbildliche Instandsetzung der drei denkmalgeschützten Jurahäuser Donaustraße 38, Donaustraße 52 und Donaustraße 56 in Oberndorf
- 2011: Gertraud und Hansjörg Platscheck für die denkmalpflegerische Instandsetzung des "Imannhäusl" in Schimmelbach, Gemeinde Neureichenau
- 2012: Matthias Neumaier aus Oberried im Landkreis Regen für die denkmalpflegerische Instandsetzung des großelterlichen ehemaligen Wohnstallhauses
- 2014: Förderverein Freundeskreis Historische Hien-Sölde Mitterfels e. V. für die Renovierung des ehemaligen Kleinbauernhauses Hien-Sölde in Mitterfels
- 2015: Winfried Warner und Karin Bölter (posthum) für die denkmalpflegerische Instandsetzung des Vierseithofs Denharten 1, Gemeinde Tann
- 2016: Bürgerliche Heiliggeist-Stiftung Passau, der es in Zusammenarbeit mit öffentlichen Förderstellen und privaten Förderern gelungen ist, die profanierte Heiliggeist-Kirche als Zeugnis der Stadt- und Kulturgeschichte zu erhalten.
- 2017: Marlene Lex für die vorbildliche Instandsetzung des ehemaligen Schlosses in Großköllnbach
- 2018: Helga Grundner für die gelungene Instandsetzung eines ehemaligen Tagwerkerhauses in Langenisarhofen.
- 2019: Thomas Niggl für die Sanierung des alten Schiessl-Hauses in Kollnburg.
- 2020: Rudolf und Annegret Finkl für die Villa Jungmeier, Stadt Straubing
- 2021: Sebastian Stanglmaier für Klingsölde, Altdorf
- 2022: Sonja und Elmar Spanner für das Objekt Ehemalige Schmiede in Moosthenning
- 2023: Anton Schweiger und Richard Seis für das Objekt Weinzierl-Häuser in Arnstorf
- 2024: Diana und Thomas Mittermeier für das Objekt ehemaliger Dreiseithof in Reisach/Hengersberg